# 二龙路西巷
二龙路西巷，是位于中国北京市西城区中部的一条胡同。现已无存。

## 简介
二龙路西巷为东西走向，东起二龙路，西不通行，巷中段北侧有岔道通向丁字胡同，该巷平面为“⊥”的形状。全长150米，平均宽度3.5米。清朝时是丁字街的一部分。因为地处二龙坑以西，中华民国成立后从丁字街析出，改称二龙坑西巷。1950年代初，因为兴建西城区人民政府办公楼，该巷又向西延伸。1965年定名为二龙路西巷。1990年代建北京市公安局西城分局办公楼时拆除。
1930年夏，萧红从东省特别区立第一女子中学校初中毕业，为逃婚出走至北平，入北平大学女子师范学院附属女子中学读高中一年级，与正在中国大学学习的陆哲舜住在二龙坑西巷一小院，分屋而居。萧红家中震怒，给陆家施压。陆家劝说未果，断绝了陆哲舜的经济来源。同年冬，陆哲舜向家中妥协。
1951年6月1日，中国人民抗美援朝总会发出“推行爱国公约、捐献飞机大炮运动，以支援中国人民志愿军”的号召。全国人民随即积极响应。二龙路西巷居民组织了生产小组，将缝补收入捐献以购买飞机大炮支援中国人民志愿军。